# 1967年鐵路
此條目列出1967年發生有關鐵路運輸的事件。

## 事件

### 2月
- 2月13日：蒙特利爾地鐵橙線由維多利亞廣場站延長一站至波那文都站。

### 3月
- 3月1日：阪急電鐵千里線通車。
- 3月20日：東京單軌電車羽田線加設羽田整備場站。
- 3月24日：大阪市營地下鐵2號線通車，來往東梅田站至谷町四丁目站。
- 3月30日：名古屋市營地下鐵1號線由東山公園站延長至星丘站，2號線由榮站延長至金山站。

### 4月
- 4月1日：蒙特利爾地鐵黃線通車，來往巴里站至朗基爾站。

### 5月
- 5月23日：GO運輸開始在南安大略營運。

### 6月
- 6月1日：東京單軌電車羽田線大井競馬場前站昇格為永久站。

### 7月
- 7月19日：紐約地鐵引入首輛空調列車。

### 8月
- 8月25日：深澳線通車。

### 9月
- 9月：美國郵政署宣佈取消大部分鐵路郵件服務（英语：Railway Mail Service）合約[1]。
- 9月14日：營團地下鐵東西線由大手町站延長至東陽町站。
- 9月30日：大阪市營地下鐵4號線東段通車，來往谷町四丁目站至森之宮站。此線，4號線分隔為東西兩段，並不互通。

### 11月
- 11月3日：聖彼得堡地鐵涅瓦－瓦西利島線通車，來往瓦西里島站至亞歷山大·涅夫斯基廣場站。
- 11月6日：巴庫地鐵通車。

### 12月
- 12月28日：韶山鐵路通車。